# هنري تشو
هنري تشو (بالإنجليزية: Henry Cho)‏ مواليد 30 ديسمبر 1961 في نوكسفيل، الولايات المتحدة، هو ممثل وكوميدي أمريكي بدأ مسيرته الفنية سنة 1986. من أعماله ماتيريال جيرلز.

## وصلات خارجية
- هنري تشو على موقع IMDb (الإنجليزية)
- هنري تشو على موقع قاعدة بيانات الفيلم (الإنجليزية)

- الموقع الرسمي